# Nafcillin
Nafcillin natri là một loại kháng sinh phổ hẹp  beta-lactam  thuộc nhóm penicillin. Là một penicillin kháng beta-lactamase, nó được sử dụng để điều trị các bệnh nhiễm trùng do vi khuẩn gram dương gây ra, đặc biệt là các chủng staphylococci kháng với các penicillin khác.
Nafcillin được coi là tương đương về mặt trị liệu với oxacillin, mặc dù hồ sơ an toàn của nó có phần khác nhau.

## Chỉ định
Nafcillin được chỉ định trong điều trị nhiễm trùng tụ cầu khuẩn, ngoại trừ những trường hợp gây ra bởi MRSA.
Hướng dẫn thực hành lâm sàng của Hoa Kỳ khuyến cáo dùng nafcillin hoặc oxacillin là lựa chọn điều trị đầu tiên trong điều trị viêm nội tâm mạc do tụ cầu ở bệnh nhân không có van tim nhân tạo.

## Tác dụng phụ
Như với tất cả các penicillin, phản ứng dị ứng nghiêm trọng đe dọa tính mạng có thể xảy ra.
Tác dụng phụ nhẹ hơn bao gồm:
- Hạ kali máu [5]
- Buồn nôn
- Tiêu chảy, thường là do ức chế vi khuẩn đường tiêu hóa bình thường, đôi khi, dẫn đến siêu nhiễm trùng nghiêm trọng hơn với một sinh vật như Clostridium difficile
- Đau bụng
- Nhiễm trùng nấm men (tưa miệng) ảnh hưởng đến miệng và lưỡi hoặc âm đạo
- Mất bạch cầu hạt, giảm bạch cầu trung tính

## Tương tác
Có bằng chứng cho thấy nó gây ra enzyme cytochrom P-450 đặc biệt là CYP2C9. Một số loại thuốc có cửa sổ trị liệu hẹp, như warfarin và nifedipine, được chuyển hóa bởi CYP2C9.
Nafcillin chứa muối được thêm vào như là phương tiện ổn định. Những muối được thêm vào có thể gây phù hoặc tích tụ chất lỏng. Sẽ là khôn ngoan để tránh thuốc này nếu có mối lo ngại về suy tim sung huyết hoặc bệnh thận.